# Valiña (Abeledo)
Valiña (en gallego y oficialmente, A Valiña) es un lugar de la parroquia de Abeledo, municipio de Abadín, comarca de Tierra Llana, provincia de Lugo, Galicia, España.